# أرجون (غلبايغان)
أرجون (بالإنجليزية: Arjun, Iran)‏ هي قرية تقع في قسم جلغة الريفي في إيران. يقدر عدد سكانها بـ 178 نسمة بحسب إحصاء 2016.